# York University

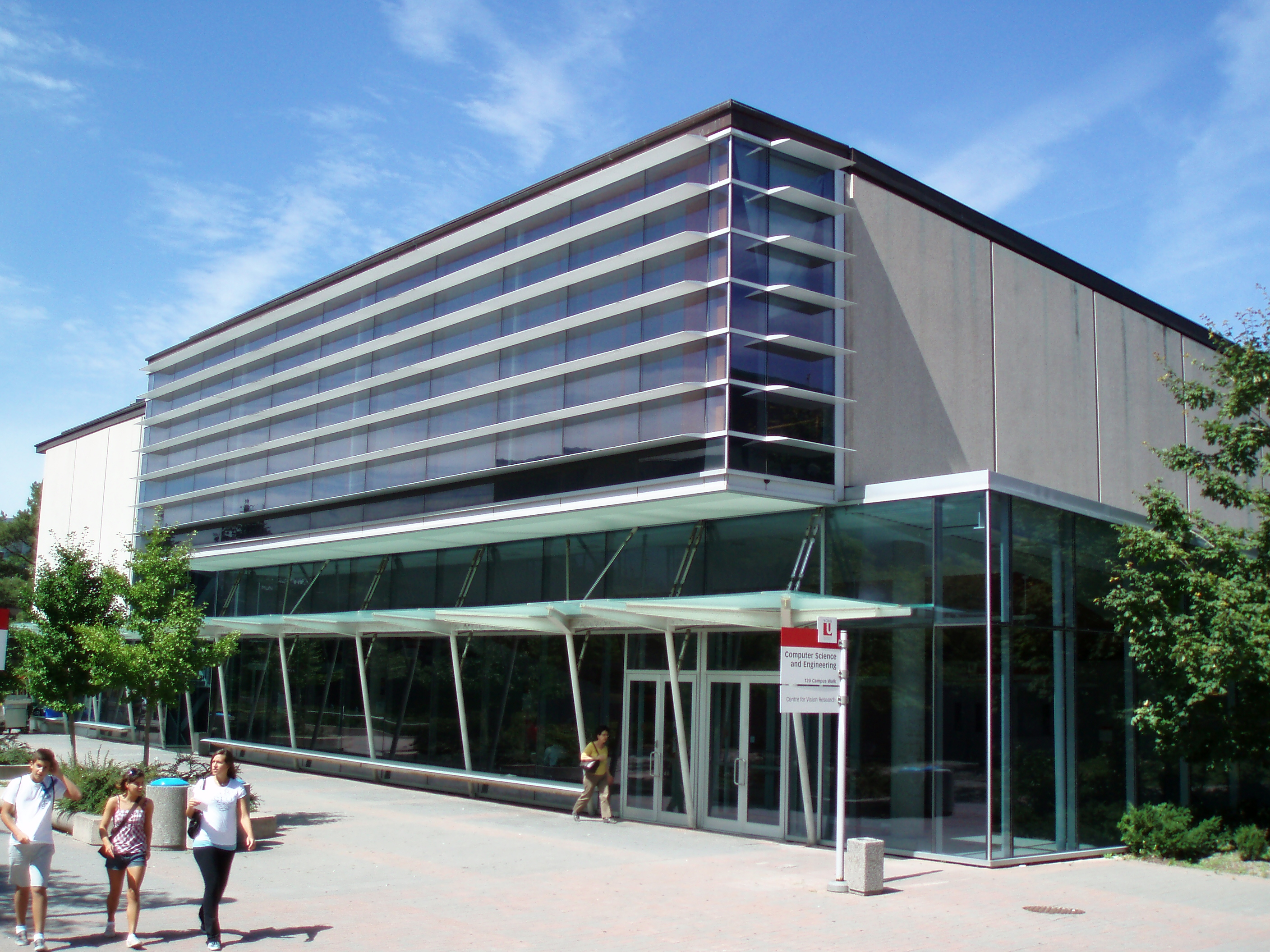
Gebäude für die Fachbereiche Ingenieurwesen und IT

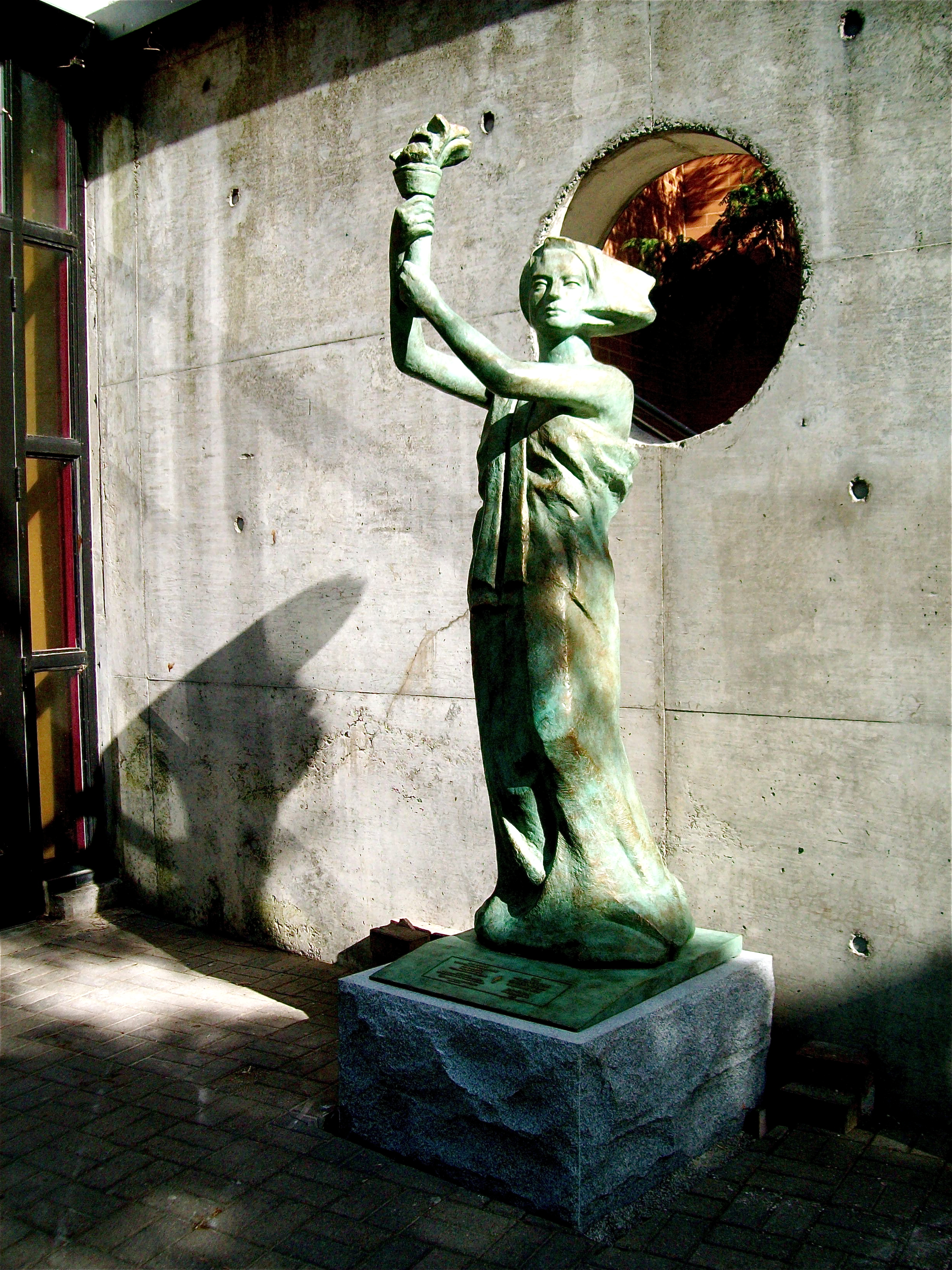
Die neue Goddess of Democracy Statue in der Halle der Universität

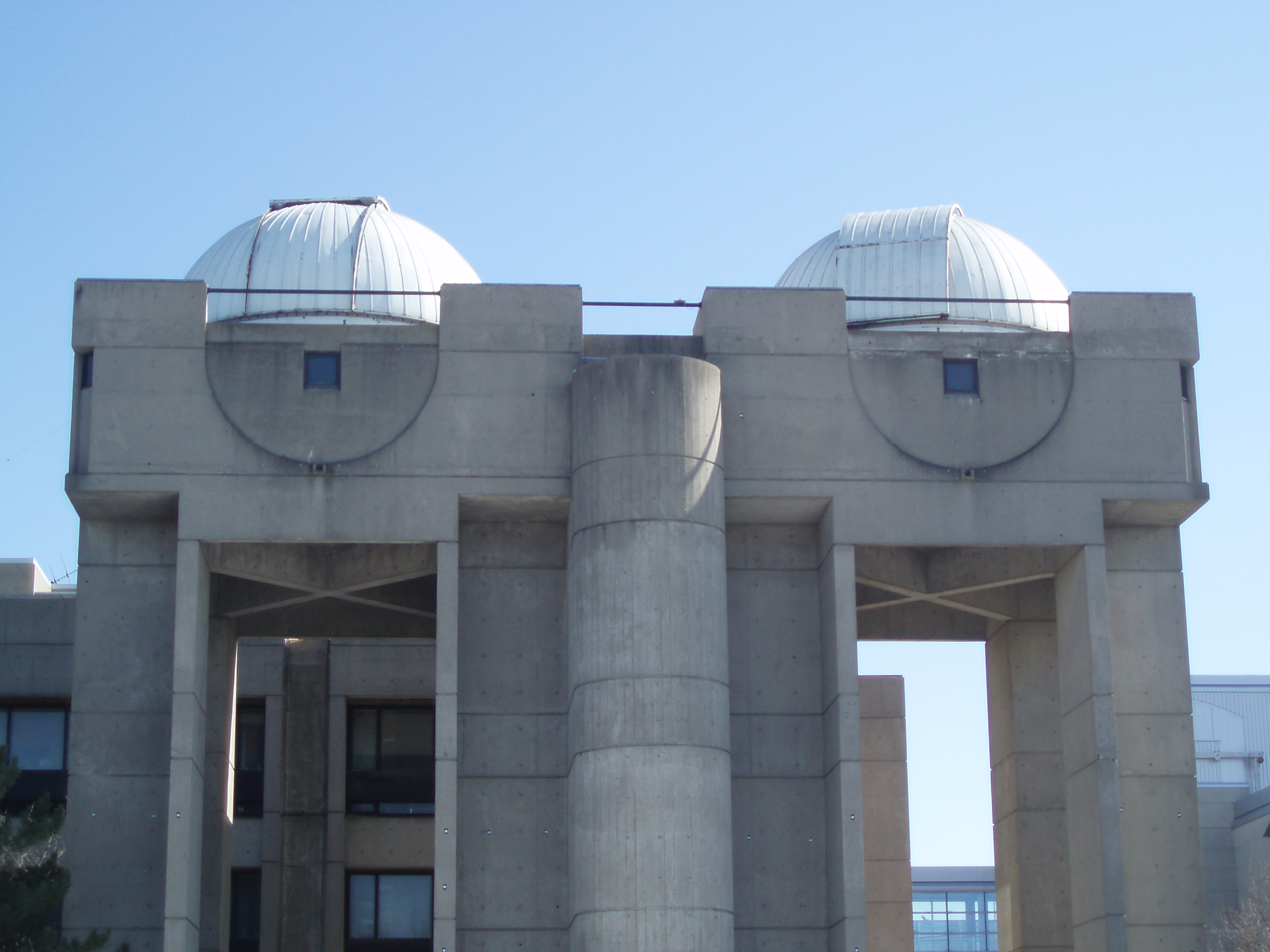
Observation Teleskop auf dem Campus

York University (französisch Université York) ist eine kanadische Universität in Toronto. Von der Ausdehnung ist sie Kanadas größte Universität, von der Studentenzahl drittgrößte. York hat fast 50.000 Studenten und 7.000 Mitarbeiter, verteilt auf zwei Standorte. Der weitaus größere Standort ist der „Keele Campus“, der im Nordwesten der Stadt im Stadtteil „North York“ liegt. Der kleinere Campus heißt „Glendon Campus“. An diesem Campus werden auch Kurse in französischer Sprache angeboten. Gegründet wurde die Universität 1959.
Es ist eine von drei Universitäten in Toronto. Die beiden anderen sind die University of Toronto und die Ryerson University. Sie ist Mitglied der Association of Commonwealth Universities.

## Fakultäten
Die Universität besteht aus elf Fakultäten, deren Angebote sich teilweise überschneiden.
- Fakultät für Kunst
- Fakultät Natur- und Ingenieurwissenschaften
- „Atkinson Faculty of Liberal and Professional Studies“
- Fakultät für Pädagogik
- Fakultät für Umwelttechnik
- Fakultät für Kunstwissenschaft
- Glendon (zweiter Campus mit einer Reihe verschiedener Studiengänge)
- „Faculty of Graduate Studies“ (Fakultät für alle Master-Studenten)
- Fakultät für Medizin
- „Osgoode Hall Law School“ (Jura)
- „Schulich School of Business“ (Wirtschaftswissenschaften)

Weitere Einrichtungen sind die neun Colleges, die Wohnraum für Studenten bieten. Alle Colleges befinden sich direkt auf dem Campus.

## Bekannte Dozenten
- Irving Abella (1940–2022), Geschichte
- Louise Arbour (* 1947), Jurisprudenz
- Frank Davey (* 1940), Englische Literatur
- Andrea Davis (1947–1979), Humanities, Latin American Caribbean Studies, History, English
- Alice Jill Edwards (* vor 2000), internationales Recht
- Stephen Gill (* 1950), Politikwissenschaft
- John Greyson (* 1960), Dramaturgie
- Roger Keil (* 1957), Stadtforscher
- Robert Kozinets (* 1964), Ökonomie
- Irving Layton (1912–2006), Literatur
- Jack Layton (1950–2011), Politikwissenschaft
- David F. Noble (1945–2010), Historian of Technology
- Michael Ondaatje (* 1943), Englische Literatur
- Paul Roazen (1936–2005), Social and Political Science

## Bekannte Absolventen
- Thea Gill (* 1970), kanadische Schauspielerin
- Mark Irwin (* 1950), kanadischer Regisseur
- Mark Jones, Sportmoderator
- William Lyon Mackenzie King (1874–1950), ehemaliger Premierminister Kanadas
- Bruce LaBruce (* 1964), kanadischer Filmemacher
- Ringo Lam (1955–2018), chinesischer Regisseur
- Jack Layton (1950–2011), Vorsitzender der New Democratic Party
- Rachel McAdams (* 1978), kanadische Schauspielerin
- Sergio Marchionne (1952–2018), Präsident und CEO von Fiat
- Arthur Meighen (1874–1960), ehemaliger Premierminister Kanadas
- George Murray (* 1971), kanadischer Dichter
- Kardinal Offishall (* 1976), kanadischer Musiker
- Victoria Pratt (* 1970), kanadische Schauspielerin, Model und Autorin
- Spencer Rice (* 1963), kanadischer Schauspieler und Regisseur
- Don Ross (* 1960), kanadischer Musiker
- Jacqueline Samuda, Schauspielerin und Autorin
- Alexander Shnaider (* 1969), Chairman der Royal Laser Corp., Mitbegründer der Midland Group und Kanadas jüngster Milliardär
- Trish Stratus (* 1975), ehemalige Wrestlerin
- Raymond Thompson (* 1961), neuseeländischer Autor
- Scott Thompson (* 1959), kanadischer Komiker und Schauspieler
- Laura Vandervoort (* 1984), kanadische Schauspielerin
- Alan Young (1919–2016),  Rechtsanwalt und Bürgerrechtler